# Kaltag
Kaltag és una població dels Estats Units a l'estat d'Alaska. Segons el cens del 2007 tenia 207 habitants.

## Demografia
Segons el cens del 2000, Kaltag tenia 230 habitants, 69 habitatges, i 52 famílies La densitat de població era de 3,8 habitants/km².
Dels 69 habitatges en un 49,3% hi vivien nens de menys de 18 anys, en un 39,1% hi vivien parelles casades, en un 18,8% dones solteres, i en un 23,2% no eren unitats familiars. En el 21,7% dels habitatges hi vivien persones soles el 4,3% de les quals corresponia a persones de 65 anys o més que vivien soles. El nombre mitjà de persones vivint en cada habitatge era de 3,33 i el nombre mitjà de persones que vivien en cada família era de 3,83.
Per edats la població es repartia de la següent manera: un 37% tenia menys de 18 anys, un 12,2% entre 18 i 24, un 27,4% entre 25 i 44, un 15,7% de 45 a 60 i un 7,8% 65 anys o més.
L'edat mitjana era de 25 anys. Per cada 100 dones hi havia 132,3 homes. Per cada 100 dones de 18 o més anys hi havia 126,6 homes.
La renda mitjana per habitatge era de 29.167 $ i la renda mitjana per família de 25.625 $. Els homes tenien una renda mitjana de 20.938 $ mentre que les dones 48.750 $. La renda per capita de la població era de 9.361 $. Aproximadament el 29,8% de les famílies i el 33,9% de la població estaven per davall del llindar de pobresa.

## Poblacions més properes
El següent diagrama mostra les poblacions més properes.